# Egyéni szabad program szinkronúszás a 2013-as úszó-világbajnokságon
A 2013-as úszó-világbajnokságon a szinkronúszáson belül az egyéni szabad programot július 22-én és 24-én rendezték meg. Előbb a selejtezőket és két nap múlva a döntőt.

## Érmesek
| Arany                    | Ezüst               | Bronz               |
| RUS · Szvetlana Romasina | CHN · Huang Xuechen | ESP · Ona Carbonell |

## Eredmény
| Helyezés  | Versenyző                  | Nemzetiség | Selejtező | Selejtező | Döntő     | Döntő    |
| Helyezés  | Versenyző                  | Nemzetiség | Pont      | helyezés  | Pont      | Helyezés |
| --------- | -------------------------- | ---------- | --------- | --------- | --------- | -------- |
| Aranyérem | Szvetlana Romasina         | RUS        | 96.930    | 1         | 97.430    | 1        |
| Ezüstérem | Huang Xuechen              | CHN        | 95.280    | 2         | 95.720    | 2        |
| Bronzérem | Ona Carbonell              | ESP        | 94.260    | 3         | 94.290    | 3        |
| 4         | Lolita Ananasova           | UKR        | 91.990    | 4         | 92.740    | 4        |
| 5         | Yukiko Inui                | JPN        | 91.570    | 5         | 91.600    | 5        |
| 6         | Chloe Isaac                | CAN        | 90.700    | 6         | 89.940    | 6        |
| 7         | Despoina Solomou           | GRE        | 89.680    | 7         | 88.800    | 7        |
| 8         | Jenna Randall              | GBR        | 87.970    | 9         | 87.590    | 8        |
| 8         | Linda Cerruti              | ITA        | 88.580    | 8         | 87.590    | 8        |
| 10        | Ri Ju-Hyang                | PRK        | 84.600    | 11        | 84.910    | 10       |
| 11        | Estel-Anaïs Hubaud         | FRA        | 84.960    | 10        | 84.080    | 11       |
| 12        | Soňa Bernardová            | CZE        | 84.410    | 12        | 83.690    | 12       |
| 16.5      | H09.5                      |            |           |           | 00:55.635 | O        |
| 13        | Rebecca Kay Moody          | USA        | 84.040    | 13        |           |          |
| 14        | Pamela Fischer             | SUI        | 82.840    | 14        |           |          |
| 15        | Nuria Diosdado             | MEX        | 82.820    | 15        |           |          |
| 16        | Margot de Graaf            | NED        | 82.510    | 16        |           |          |
| 17        | Nadine Brandl              | AUT        | 82.040    | 17        |           |          |
| 18        | Kyra Felßner               | GER        | 80.060    | 18        |           |          |
| 19        | Etel Sanchéz               | ARG        | 78.460    | 19        |           |          |
| 20        | Reem Wail                  | EGY        | 77.950    | 20        |           |          |
| 21        | Jana Labáthová             | SVK        | 77.520    | 21        |           |          |
| 22        | Malin Gerdin               | SWE        | 76.790    | 22        |           |          |
| 23        | Kalina Yordanova           | BUL        | 76.490    | 23        |           |          |
| 24        | Jennifer Cerquera Hatiusca | COL        | 76.370    | 24        |           |          |
| 25        | Gu Se-Ul                   | KOR        | 75.830    | 25        |           |          |
| 26        | Greisy Gomez               | VEN        | 74.100    | 26        |           |          |
| 27        | Ana Cekić                  | SRB        | 72.370    | 27        |           |          |
| 28        | Kirstin Anderson           | NZL        | 71.650    | 28        |           |          |
| 29        | Violeta Mitinian           | CRC        | 70.160    | 29        |           |          |
| 30        | Au Ieong Sin Ieng          | MAC        | 67.480    | 30        |           |          |
| 31        | Carmen Alfonso Rodriguez   | CUB        | 65.260    | 31        |           |          |
| 32        | Samara Pattiasina          | INA        | 65.010    | 32        |           |          |
| 33        | Emma Manners-Wood          | RSA        | 61.140    | 33        |           |          |
| 34        | Dhitaya Tanabunsombat      | THA        | 54.960    | 34        |           |          |